# Christa Spangenberg
Christa Luise Frieda Spangenberg, geb. Jung (* 30. Mai 1928 in München; † 18. September 2003 ebenda), war eine deutsche Verlegerin.

## Leben
Spangenberg, geb. Jung, war die Tochter des Anwalts, Publizisten und Politikers Edgar Julius Jung und seiner Frau Wilhelmine, geb. Küffner (1898–1960). 1934 wurde der Vater, der Redenschreiber Franz von Papens war, im Rahmen des so genannten „Röhm-Putschs“ von den Nationalsozialisten ermordet. Da seine Witwe weitere Verfolgung fürchtete, zog sie mit den beiden Kindern mehrfach um und die Tochter Christa verließ die Schule schließlich ohne Abitur. Später erhielt sie Improvisationsunterricht bei Carl Orff und besuchte eine Sprachenschule.
1946 heiratete Christa Jung den Chemiker Berthold Spangenberg. Aus der Ehe gingen zwei Söhne hervor. Als politisch Unbelasteter wurde Berthold Spangenberg Mitglied des Stadtrats in Starnberg, wo das Paar lebte. Gemeinsam mit Curt Vinz und Gerhard Weiß gründete Spangenberg 1946 die Nymphenburger Verlagshandlung, die u. a. die Zeitschrift Der Ruf und verschiedene Urteilstexte aus den Nürnberger Prozessen publizierte. 1960 wurde Spangenberg alleiniger Eigentümer des Verlags und gründete zusammen mit anderen Verlagen den Deutschen Taschenbuch Verlag (dtv). Christa Spangenberg wurde Mitgesellschafterin des Verlags und arbeitete in verschiedenen Funktionen im Verlag mit.
1967 erwarb das Ehepaar Spangenberg den Verlag Heinrich Ellermann, den Christa Spangenberg innerhalb der Nymphenburger Verlagsbuchhandlung eigenständig leitete und zu einem der führenden deutschen Kinderbuchverlage machte. Die erfolgreichste Bilderbuchreihe wurde unter ihrer Leitung die Uhren-Reihe (z. B. Die Vogel-Uhr, Die Wiesen-Uhr etc.). Die Bände dieser Reihe erreichten eine Gesamtauflage von 1,7 Mio. Bänden.
Christa Spangenberg übte eine Reihe von Ehrenämtern aus. Unter anderem saß sie von 1979 bis 1991 im Verlegerausschuss des Börsenvereins des deutschen Buchhandels und wirkte bis 1988 in der Arbeitsgemeinschaft von Jugendbuchverlagen. Von 1989 bis 1996 hatte sie einen Lehrauftrag an der Universität München im Aufbaustudiengang Buchwissenschaft inne.
1992 verkaufte Spangenberg den Verlag Heinrich Ellermann, der schließlich in der Verlagsgruppe Oetinger aufging. Im selben Jahr wurde sie Präsidentin der Internationalen Jugendbibliothek in München. Im Januar 1996 überführte sie den Verein in eine öffentliche Stiftung bürgerlichen Rechts, die nunmehr als Rechtsträger der Bibliothek fungierte, und sicherte so den Fortbestand der Institution. Bis zu ihrem Tod hatte sie den Vorsitz der Stiftung inne.
2003 starb Spangenberg im Alter von 75 Jahren in München. Sie wurde auf dem Nymphenburger Friedhof bestattet. Ein Teilnachlass befindet sich im Archiv der Internationalen Jugendbibliothek.

## Veröffentlichungen
- Hrsg.: Praktisches Balkon- und Zimmerpflanzenlexikon. Nymphenburger Verlagshandlung, München 1967.
- zusammen mit Irmgard Lucht: Die grüne Uhr: das Jahr der Blumen, Sträucher und Bäume; eine kleine Naturkunde. Ellermann, München 1974, ISBN 3-7707-6116-2.
- zusammen mit Dietlind Blech: Die Garten-Uhr. Ellermann, München 1980, ISBN 3-7707-6187-1.

## Ehrungen
- 1976: Buchpreis der Deutschen Gartenbau-Gesellschaft
- 1989: Bundesverdienstkreuz am Bande
- 1992: Friedrich-Bödecker-Preis
- 1995: Bayerischer Verdienstorden
- 1996: München leuchtet in Silber
- 1998: Karl-Preusker-Medaille
- 1998: Plakette Förderer des deutschen Buches, Börsenverein des deutschen Buchhandels
- 1998: Silberteller des Verbands Bayerischer Verlage und Buchhandlungen
- 1999: Kulturpreis der Bayerischen Landesstiftung
- Benennung Christa-Spangenberg-Saal, Internationale Jugendbibliothek, Schloss Blutenburg